# Knippelsbro
Knippelsbro är en klaffbro i Köpenhamn som tjänar som förbindelse mellan Christianshavn och Slotsholmen.

## Historia
Sammanlagt har det funnits fem broar på platsen. Den första påbörjades 1618 och byggdes i trä på uppdrag av kung Kristian IV, den stod färdig 1620. Bron reparerades åtskilliga gånger, men ersattes av en andra bro, som invigdes 1712. En tredje bro öppnade 1869. Denna bro var av stål med två öppningsbara klaffar och konstruerades av skeppsvarvet Burmeister & Wain. 1 januari 1909 öppnades den fjärde bron för allmänheten. Denna klarade dock inte påfrestningarna från spårvägstrafiken och en temporär bro konstruerades i slutet av 1920-talet. Den nuvarande bron togs i bruk 1937 och ritades av Kaj Gottlob, som även ritade den andra av inre Köpenhamns broar, Langebro. Bron avbildas på framsidan av den nyaste versionen av den danska 200-kronorssedeln (utkommer sedan 19 oktober 2010).

## Namn
Brons namn kommer från Hans Knip, som 1641 blev en av de tidigaste bromästarna. Hans uppgifter var att sköta bron och ta tull av förbipasserande fartyg. Hans hus blev känt som Knippenshus och bron kallades Knippensbro. Den nuvarande versionen av namnet har använts sedan 1800-talets andra hälft.